# جون لوكهارت
جون لوكهارت (بالإنجليزية: June Lockhart)‏ (و. 1925  م) هي ممثلة مسرحية، وممثلة أفلام، وممثلة تلفزيونية أمريكية، ولدت في نيويورك.

## التعليم
تعلمت في Harvard-Westlake School ‏.

## أعمالها

### أفلام
- طبعة جديدة 2016
- زومبي هاملت 2012
- سوبر الأم 2009
- ويسلي 2009[5]

## جوائز
حصلت على جوائز منها:
- جائزة المسرح العالمي (1948)[6]
- Tony Award for Best Newcomer [الإنجليزية]‏ (1948).

## وصلات خارجية
- جون لوكهارت على موقع IMDb (الإنجليزية)
- جون لوكهارت على موقع ألو سيني (الفرنسية)
- جون لوكهارت على موقع تيرنر كلاسيك موفيز (الإنجليزية)
- جون لوكهارت على موقع أول موفي (الإنجليزية)
- جون لوكهارت على موقع قاعدة بيانات برودواي على الإنترنت (الإنجليزية)
- جون لوكهارت على موقع قاعدة بيانات الأفلام السويدية (السويدية)
- جون لوكهارت على موقع إن إن دي بي (الإنجليزية)
- جون لوكهارت على موقع قاعدة بيانات الفيلم (الإنجليزية)
- جون لوكهارت على موقع كينوبويسك (الروسية)